# Микитівка (Полєський район)
Микитівка (рос. Никитовка) — селище Полєського району, Калінінградської області Росії. Входить до складу Тургенєвського сільського поселення.
Населення —  93 особи (2015 рік). 

## Населення
| 2002 | 2010 |
| ---- | ---- |
| 90   | ↗93  |